# Idiodes ischnora
Idiodes ischnora är en fjärilsart som beskrevs av Turner 1919. Idiodes ischnora ingår i släktet Idiodes och familjen mätare. Inga underarter finns listade i Catalogue of Life.